# 長臥角殼灰介
長臥角殼灰介（学名：Cornucoquimba transversalis）为半花介科角殼灰介屬下的一个种。